# Liste der Kriegsfischkutter (Marinekennungen)
Die Liste der Kriegsfischkutter (Marinekennungen) ist eine Teilliste von Liste der Kriegsfischkutter.

## Basisinformation
Die Zusammenstellung dieser Liste basiert auf zahlreichen Quellen (siehe Einzelnachweise).
Die Listensortierung bezüglich der Kriegskennungen erfolgte in Anlehnung an das Archiv über KFK-Kennungen in der Chronik des Seekrieges 1939–1945 von Jürgen Rohwer zusammen mit Gerhard Hümmelchen in der Württembergischen Landesbibliothek Herausgegeben von der Bibliothek für Zeitgeschichte. Etliche Informationen zu Verlusten von KFK basieren auf Kriegstagebüchern und auf Informationen von Wracktauchern.

### Kennungen der deutschen Kriegsmarine

#### Kennungen nach Einsatzorten
Hinweis: Eine Übersicht der zum Hafenschutz (HS) eingesetzten Einheiten ist bei Navires de Guerre und weitere Einsatzdaten bei Kriegsmarine Unitseinsehbar. Ein Register der Abkürzungen ist bei der WLB einsehbar.

##### DB = Deutschland, Borkum
- Einsatz: Hafenschutz

| Kennung | Kennung benutzt von/bis | Verweis   |
| ------- | ----------------------- | --------- |
| DB 21   |                         | → KFK 93  |
| DB 22   |                         | → KFK 95  |
| DB 23   |                         | → KFK 110 |
| DB 24   |                         | → KFK 115 |
| DB 25   |                         | → KFK 126 |
| DB 26   |                         | → KFK 129 |

##### DC = Deutschland, Cuxhaven
- Einsatz für Hafenschutz

| Kennung | Kennung benutzt von/bis | Verweis   |
| ------- | ----------------------- | --------- |
| DC 38   |                         | → KFK 115 |
| DC 56   |                         | → KFK 646 |
| DC 57   |                         | → KFK 647 |
| DC 58   |                         | → KFK 648 |

##### DH = Deutschland, Howacht
- Einsatz: Hafenschutz

DH 1 bis DH 19 führten gleichzeitig die Bezeichnung M 3101 bis M 3119
| Kennung        | Kennung benutzt von/bis | Verweis   |
| -------------- | ----------------------- | --------- |
| DH 1 / M 3101  |                         | → KFK 158 |
| DH 2 / M 3102  |                         | → KFK 148 |
| DH 3 / M 3103  |                         | → KFK 154 |
| DH 4 / M 3104  |                         | → KFK 149 |
| DH 5 / M 3105  |                         | → KFK 139 |
| DH 6 / M 3106  |                         | → KFK 140 |
| DH 6 / M 3106  |                         | → KFK 162 |
| DH 7 / M 3107  |                         | → KFK 141 |
| DH 7 / M 3107  |                         | → KFK 161 |
| DH 8 / M 3108  |                         | → KFK 150 |
| DH 9 / M 3109  |                         | → KFK 142 |
| DH 9 / M 3109  |                         | → KFK 159 |
| DH 10          |                         |           |
| DH 11 / M 3111 |                         | → KFK 156 |
| DH 12 / M 3112 |                         | → KFK 155 |
| DH 12 / M 3112 |                         | → KFK 160 |
| DH 13 / M 3113 |                         | → KFK 155 |
| DH 14 / M 3114 |                         | → KFK 157 |
| DH 15 / M 3115 |                         | → KFK 151 |
| DH 16 / M 3116 |                         | → KFK 152 |
| DH 17 / M 3117 |                         | → KFK 103 |
| DH 17 / M 3117 |                         | → KFK 163 |
| DH 18          |                         |           |
| DH 19 / M 3119 |                         | → KFK 153 |

##### DPK = Deutschland, Pommersche Küste
- Einsatz: Hafenschutz

| Kennung | Kennung benutzt von/bis | Verweis   |
| ------- | ----------------------- | --------- |
| DPK 39  |                         | → KFK 207 |

##### DW = Deutschland, Wilhelmshaven
- Einsatz: Hafenschutz

| Kennung | Kennung benutzt von/bis | Verweis                         |
| ------- | ----------------------- | ------------------------------- |
| DW 23   |                         | → KFK 622                       |
| DW 24   |                         | → KFK 623                       |
| DW 25   |                         | → KFK 624                       |
| DW 26   |                         |                                 |
| DW 32   |                         | → KFK 560                       |
| DW 33   |                         | → KFK 561, → KFK 561            |
| DW 36   |                         | → KFK 493                       |
| DW 36   |                         | → KFK 686                       |
| DW 37   |                         | → KFK 494                       |
| DW 37   |                         | → KFK 687                       |
| DW 38   |                         | → KFK 495                       |
| DW 38   |                         | → KFK 465 (KFK 500 ist falsch!) |
| DW 39   |                         | → KFK 496                       |

##### DWo = Deutschland, Westliche Ostsee
- Einsatz: Hafenschutz

| Kennung | Kennung benutzt von/bis | Verweis   |
| ------- | ----------------------- | --------- |
| DWo 78  |                         | → KFK 140 |
| DWo 79  |                         | → KFK 142 |
| DWo 80  |                         | → KFK 143 |

##### FB = Frankreich, Brest
- Einsatz: Hafenschutz

| Kennung | Kennung benutzt von/bis | Verweis   |
| ------- | ----------------------- | --------- |
| FB 06   |                         | → KFK 76  |
| FB 07   |                         | → KFK 77  |
| FB 08   |                         | → KFK 78  |
| FB 09   |                         | → KFK 79  |
| FB 10   |                         | → KFK 239 |
| FB 11   |                         | → KFK 66  |

##### FBo = Frankreich, Boulogne
- Einsatz: Hafenschutz

| Kennung | Kennung benutzt von/bis | Verweis   |
| ------- | ----------------------- | --------- |
| FBo 31  |                         | → KFK 459 |
| FBo 33  |                         | → KFK 446 |
| FBo 34  |                         | → KFK 449 |

##### FK = Frankreich, Kanalinseln
- Einsatz: Hafenschutz

| Kennung | Kennung benutzt von/bis | Verweis   |
| ------- | ----------------------- | --------- |
| FL 45   |                         | → KFK 457 |

##### FL = Frankreich, Lorient
- Einsatz: Hafenschutz

| Kennung | Kennung benutzt von/bis | Verweis  |
| ------- | ----------------------- | -------- |
| FL 13   |                         | → KFK 65 |
| FL 14   |                         | → KFK 74 |

##### FN = Frankreich, St. Nazaire
- Einsatz: Hafenschutz

| Kennung | Kennung benutzt von/bis | Verweis   |
| ------- | ----------------------- | --------- |
| FN 09   |                         | → KFK 62  |
| FN 10   |                         | → KFK 72  |
| FN 12   |                         | → KFK 450 |
| FN 13   |                         | → KFK 460 |

##### FO = Frankreich, Oléron
- Einsatz: Hafenschutz

| Kennung | Kennung benutzt von/bis | Verweis   |
| ------- | ----------------------- | --------- |
| FO 24   |                         | → KFK 445 |

##### FP = Frankreich, La Pallice
- Einsatz: Hafenschutz

| Kennung | Kennung benutzt von/bis | Verweis   |
| ------- | ----------------------- | --------- |
| FP 13   |                         | → KFK 461 |

##### G30.. = 30. Geleitflottille, Schwarzes Meer
| Kennung | Kennung benutzt von/bis | Verweis  |
| ------- | ----------------------- | -------- |
| G 3021  |                         | → KFK 36 |
| G 3022  |                         | → KFK 37 |

##### GD = Griechenland, Dodekanes
- Einsatz: Küstenschutz

| Kennung | Kennung benutzt von/bis | Verweis   |
| ------- | ----------------------- | --------- |
| FP 13   |                         | → KFK 461 |
| GD 92   |                         |           |
| GD 93   |                         | → KFK 196 |
| GD 94   |                         | → KFK 197 |
| GD 95   |                         | → KFK 263 |
| GD 96   |                         | → KFK 264 |
| GD 97   |                         | → KFK 265 |
| GD 98   |                         | → KFK 266 |

##### GK = Griechenland, Kreta
- Einsatz: Küstenschutz

| Kennung | Kennung benutzt von/bis | Verweis   |
| ------- | ----------------------- | --------- |
| GK 91   |                         | → KFK 7   |
| GK 92   |                         | → KFK 8   |
| GK 93   |                         | → KFK 267 |
| GK 94   |                         | → KFK 268 |

##### GM oder GN = Griechenland, Mazedonien (Saloniki)
Tabelle ist zu überprüfen! 'GK' ungleich 'GM'!
- Warum GNbisher unklar
- Einsatz: Küstenschutz

| Kennung     | Kennung benutzt von/bis | Verweis        |
| ----------- | ----------------------- | -------------- |
| GK 91       |                         | → KFK 7        |
| GK 92       |                         | → KFK 8        |
| GK 93       |                         | → KFK 267      |
| GK 94       |                         | → KFK 268      |
| GN 91/GM 91 |                         | → KFK 28       |
| GN 92/GM 92 |                         | → KFK 30       |
|             |                         | → weiterer KFK |

##### GP = Griechenland, Peloponnes
- Einsatz: Küstenschutz

| Kennung | Kennung benutzt von/bis                                               | Verweis   |
| ------- | --------------------------------------------------------------------- | --------- |
| GP 91   | vom 29. März 1943 bis zum 16. September 1944 (gesunken im Peloponnes) | → KFK 261 |
| GP 92   | vom 29. März 1943                                                     | → KFK 262 |

##### GW = Griechenland, West (Westgriechenland)
- Einsatz: Küstenschutz
- Gruppe D der Küstenschutzflottille Westgriechenland

| Kennung | Kennung benutzt von/bis      | Verweis  | Quellen |
| ------- | ---------------------------- | -------- | ------- |
| GW 91   | bis Ende Mai 1944 (gesunken) | → KFK 11 | [ 1 ]   |
| GW 92   | bis Ende Mai 1944 (gesunken) | → KFK 12 | [ 1 ]   |

##### HI = Holland, Ijmuiden
- Einsatz: Hafenschutz

| Kennung | Kennung benutzt von/bis | Verweis   | Quellen |
| ------- | ----------------------- | --------- | ------- |
| HI 10   |                         | → KFK 379 |         |
| HI 11   |                         | → KFK 380 |         |
| HI 12   |                         | → KFK 381 |         |
| HI 13   |                         | → KFK 342 |         |
| HI 14   |                         | → KFK 410 |         |
| HI 15   |                         | → KFK 462 |         |
| HI 16   |                         | → KFK 463 |         |
| HI 17   |                         | → KFK 464 |         |

##### HOe = Holland, Hoek van Holland (1944/45), Hafenschutz
- HOe 1   → „KFK 517“
- HOe 2   → „KFK 518“
- HOe 3   → „KFK 519“

##### JBe = Jütland, Kleiner Belt, Hafenschutz
- JBe 10 → „KFK 231“

##### NB = Norwegen, Bergen, Hafenschutz
- NB 53 → „KFK 146“? (siehe Untersuchungsbericht KFK 146)
- NB 55 → „KFK 102“ (schwedischer Werftbau)
- NB 56 → „KFK 119“ (schwedischer Werftbau)
- NB 57 → „KFK 218“
- NB 62 → „KFK 96“ (schwedischer Werftbau) 1942 in Schweden gebaut, während des Krieges in Bergen als Teil der Hafenschutzflottille eingesetzt, nach dem Krieg im Minenräumdienst in Bergen, von 1946 bis 1986 als TSD BJØRNEN (TSD 2) im Dienst der norwegischen Marine.
- NB 64 → „KFK 339“
- NB 65 → „KFK 101“ (schwedischer Werftbau)
- NB 67 → „KFK 513“
- NB 72 → „KFK 510“
- NB 73 → „KFK 511“
- NB 74 → „KFK 541“
- NB 75 → „KFK 544“
- NB 76 → „KFK 545“

##### NH = Norwegen, Hammerfest, Hafenschutz
- NH 10 → „KFK 211“
- NH 11 → „KFK 212“

##### NK = Norwegen, Kristiansund-Süd, Hafenschutz
| Kennung | Kennung benutzt von/bis | Verweis   |
| ------- | ----------------------- | --------- |
| NK 11   |                         | → KFK 213 |
| NK 12   |                         | → KFK 212 |
| NK 13   |                         | → KFK 214 |
| NK 14   |                         | → KFK 215 |
| NK 15   |                         | → KFK 217 |
| NK 16   |                         | → KFK 338 |
| NK 17   |                         | → KFK 377 |
| NK 18   |                         | → KFK 378 |

##### NKi Norwegen, Kirkenes, Hafenschutz
Kennungserweiterung (HS) siehe auch Navir de Guerre
- NKi 13 → „KFK 208“
- NKi 14 → „KFK 209“
- NKi 15 → „KFK 210“
- NKi 21 → „KFK 103“ (schwedischer Werftbau) am 25. Oktober 1944 gesunken[2]
- NKi 22 → „KFK 107“ (schwedischer Werftbau)
- NKi 23 → „KFK 105“ (schwedischer Werftbau)
- NKi 24 → „KFK 112“ (schwedischer Werftbau)
- NKi 25 → „KFK 113“ (schwedischer Werftbau, auch als „V 6715“ gelistet)
- NKi 714 → „KFK 508“
- NKi 716 → „KFK 658“
- NKi 717 → „KFK 662“
- NKi 718 → „KFK 656“

##### NM = Norwegen, Molde, Hafenschutz
- NM 09 → „KFK 205“
- NM?  → „KFK 206“

##### NO = Norwegen, Oslo, Hafenschutz
| Kennung | Kennung benutzt von/bis | Verweis   |
| ------- | ----------------------- | --------- |
| NO-40   |                         | → KFK 105 |
| NO 40   |                         | → KFK 108 |
| NO 41   |                         | → KFK ??? |
| NO 42   |                         | → KFK 137 |
| NO 43   |                         | → KFK 106 |
| NO 44   |                         | → KFK 305 |
| NO 45   |                         | → KFK 368 |
| NO 46   |                         | → KFK 626 |
| NO 47   |                         | → KFK 338 |
| NO 48   |                         | → KFK 339 |
| NO 51   |                         | → KFK ??? |
| NO 55   |                         | → KFK 467 |
| NO 56   |                         | → KFK 468 |
| NO 70   |                         | → KFK 343 |
| NO 71   |                         | → KFK 344 |
| NO 72   |                         | → KFK 345 |
| NO 73   |                         | → KFK 347 |
| NO 74   |                         | → KFK 348 |

##### NS = Norwegen, Stavanger, Hafenschutz
- NS 01 → „KFK 119“ (schwedischer Werftbau)
- NS 02 → „KFK 220“
- NS 03 → „KFK 235“
- NS 30 → „KFK 189“ (auch als „V 5530“ gelistet)
- NS 31 → „KFK 190“
- NS 32 → „KFK 191“
- NS 33 → „KFK 133“ (schwedischer Werftbau)
- NS 34 → „KFK 192“
- NS 35 → „KFK 124“ (schwedischer Werftbau), auch als Vs 629 gelistet
- NS 36 → „KFK 387“
- NS 37 → „KFK 388“
- NS 38 → „KFK 508“
- NS 39 → „KFK 509“
- NS 69 → „KFK 213“ (auch als „NK 11“ gelistet) 1943 Burmeisterwerft; Minensucher und U-Bootjäger in Norwegen und Schweden.

##### NSa = Norwegen, Sandnessjöen, Hafenschutz
- NSa 11 → „KFK 205“
- NSa 12 → „KFK 206“
- NSa 13 → „KFK 221“
- NSa 14 → „KFK 222“

##### SM = Schwarzes Meer, Hafenschutz
- SM 101 → „KFK 81“ am 24. August 1944 gesunken[2]
- SM 102 → „KFK 84“ am 3. Mai 1944 gesunken[2]
- SM 103 → „KFK 85“
- SM 106 → „KFK 20“ am 26. August 1944 gesunken[2]
- SM 108 → „KFK 200“
- SM 109 → „KFK 269“
- SM 110 → „KFK 373“
- SM 111 → „KFK 371“
- SM 130 → „KFK 372“
- SM 201 → „KFK 195“
- SM 203 → „KFK 89“ am 29. August 1944 gesunken[2]
- SM 204 → „KFK 91“ am 29. August 1944 gesunken[2]
- SM 205 → „KFK 90“ am 17. August 1944 gesunken[2] nochmals am 29. August 1944 gesunken[2]
- SM 206 → „KFK 14“ am 20. August 1944 gesunken[2]
- SM 207 → „KFK 19“ am 29. August 1944 gesunken[2]
- SM 208 → „KFK 44“ am 29. August 1944 gesunken[2]
- SM 209 → „KFK 45“ am 29. August 1944 gesunken[2]
- SM 210 → „KFK 21“ am 29. August 1944 gesunken[2]
- SM 211 → „KFK 41“ am 29. August 1944 gesunken[2]

#### Kennungen nach Funktion

##### M 31.. = 31. Minensuchflottille
(Einsatzgebiet: 1940–1941 Niederländische Küste, 1941–1945 Finnenbusen, bei der Kapitulation in westlicher Ostsee)
- M 3101 → „KFK 158“
- M 3102 → „KFK 148“
- M 3103 → „KFK 154“
- M 3104 → „KFK 149“
- M 3105 → „KFK 139“
- M 3106 → „KFK 140“
- M 3106 → „KFK 162“
- M 3107 → „KFK 141“
- M 3107 → „KFK 161“
- M 3108 → „KFK 150“
- M 3109 → „KFK 142“
- M 3109 → „KFK 159“
- M 3111 → „KFK 156“ am 17. März 1944 gesunken[2] gehoben 46/47 GMSA später „Holstein“
- M 3112 → „KFK 155“ am 11. Februar 1944 gesunken[2]
- M 3112 → „KFK 160“
- M 3113 → „KFK 155“ 24. Dezember 1942, † 30. November 1944 gesunken (finnischer Meerbusen)[2]
- M 3114 → „KFK 157“
- M 3115 → „KFK 151“
- M 3116 → „KFK 152“ UJ 319 (II), (14. Dezember 1942) † Mai 1945, Ostsee
- M 3117 → „KFK 103“ am 25. Oktober 1944 gesunken[2]
- M 3117 → „KFK 163“
- M 3119 → „KFK 153“
- M 3121 → „KFK 165“ am 19. Mai 1944 gesunken[2]
- M 3128 → „KFK 172“
- M 3129 → „KFK 173“ UJ 323 i. D. November 1943? / † 17. Juni 1944
- M 3130 → „KFK 174“ am 18. März 1944 gesunken[2]
- M 3133 → „KFK 177“ am 20. September 1944 gesunken[2]
- M 3137 → „KFK 181“
- M 3138 → „KFK 182“
- M 3140 → „KFK 273“ am 17. Juni 1944 gesunken[2]
- M 3141 → „KFK ___“
- M 3142 → „KFK 275“ am 17. Juni 1944 gesunken[2]
- M 3143 → „KFK 276“ am 17. Juni 1944 gesunken[2]
- M 3144 → „KFK 358“ versenkt bei einem sowjet. Fliegerangriff Luftangriff auf den Hafen von Vergi (Ostsee),[1] Verlustmeldung vom am 2. September 1944 gesunken[2]
- M 3145 → „KFK 333“ am 2. August 1944 gesunken[2]
- M 3146 → „KFK ___“
- M 3151 → „KFK ___“
- M 3152 → „KFK ___“
- M 3153 → „KFK 355“ versenkt bei einem sowjet. Fliegerangriff am 21. September 1944 in Windau (Ostsee),[1] Verlustmeldung vom 22. September 1944[2] nochmals am 21. Oktober 1944 gesunken[2]
- M 3154 → „KFK ___“
- M 3155 → „KFK 357“ versenkt bei einem sowjet. Fliegerangriff am 21. September 1944 in Windau (Ostsee)[1] Verlustmeldung vom 21./22. September 1944 gesunken[2] nochmals am 21. Oktober 1944 gesunken[2]
- M 3156 → „KFK 362“ am 15. November 1944 gesunken[2]
- M 3157 → „KFK ___“
- M 3158 → „KFK 530“

##### M 32.. = 32. Minensuchflottille
(Einsatzgebiet: 1940–1944 niederländische Küste)
- 1. Gruppe / I. Aufstellung
  - M 3216 → „KFK 476“ i. D. 26. April 1944

- 3. Gruppe / I. Aufstellung
  - M 3244 → „KFK 274“ i. D. November 1943?
  - M 3245 → „KFK 275“ i. D. November 1943?; † 17. Juni 1944 Mine

- 1. Gruppe / II. Aufstellung
  - M 3245 → „KFK 278“ am 22. Oktober 1944 gesunken[2]
  - M 3248 → „KFK 412“ am 24. Juni 1944 gesunken[2]
- Nachfolgend 34. evtl. Tippfehler? (Verifizieren!)
  - M 3446 → „KFK 279“ am 11. September 1944 gesunken[2]
  - M 3446 → „KFK 279“ am 11. September 1944 gesunken[2]
  - M 3446 → „KFK 280“ am 25. September 1944 gesunken[2]

- 2. Gruppe / II. Aufstellung
  - M 3250 → „KFK 551“ (KFK 551 mit Nachweis, nachfolgende aufsteigend nummeriert)
  - M 3251 → „KFK 552“
  - M 3252 → „KFK 553“
  - M 3253 → „KFK 613“
  - M 3254 → „KFK 614“
  - M 3255 → „KFK 615“

##### M 34.. = 34. Minensuchflottille
(Einsatzgebiet: 1940–1945 niederländische Küste)
- M 3441 → „KFK 251“
- M 3442 → „KFK 254“
- M 3443 → „KFK 256“
- M 3444 → „KFK 254“
- M 3445 → „KFK 257“
- M 3446 → „KFK 256“
- M 3447 → „KFK?“
- M 3448 → „KFK?“
- M 3449 → „KFK?“
- M 3450 → „KFK?“
- M 3451 → „KFK?“
- M 3452 → „KFK?“
- M 3453 → „KFK?“
- M 3454 → „KFK?“

##### M 36.. = 36. Minensuchflottille
Einsatzgebiet: 1940–1944 niederländische Küste, 1945 Ostsee (Stützpunkt: Warnemünde)
- M 3639 → „KFK 63“
- M 3660 → „KFK 50“ M 3600 bis M 3683 waren Einheiten der 36. Minensuchflottille aufgestellt in Ostende
- M 3661 → „KFK 51“
- M 3662 → „KFK 52“ am 19. September 1944 gesunken[2]
- M 3663 → „KFK 55“ versenkt vor der Maas-Mündung bei einem alliierten Jagdbomberangriff am 18. September 1944,[1] am 18. September 1944 gesunken[2]
- M 3664 → „KFK 56“
- M 3665 → „KFK 57“
- M 3666 → „KFK 58“
- M 3667 → „KFK 60“ stark beschädigt bei einem alliierten Jagdbomberangriff am 18. September 1944 wurde „aufgesetzt“[1]
- M 3668 → „KFK 61“
- M 3669 → „KFK 63“
- M 3670 → KFK 64
- M 3671 → „KFK 238“
- M 3672 → „KFK 342“
- M 3673 → „KFK?“
- M 3673 → „KFK 423“

##### M 38.. = 38. Minensuchflottille
Einsatzgebiet: 1940–1944 englischer Kanal und Küste der Niederlande und Belgiens (Stützpunkt Le Havre), 1944–1945 Kattegat (Stützpunkt: Nyköbing, Dänemark)
- M 3869 → „KFK 424“
- M 3872 → „KFK 1“
- M 3873 → „KFK 2“
- M 3673 → „KFK 423“
- M 3874 → „KFK 3“
- M 3875 → „KFK 4“
- M 3880 → „KFK 427“
- M 3881 → „KFK 426“
- M 3882 → „KFK 452“
- M 3883(I) → „KFK 453“
- M 3883(II) → „KFK 553“
- M 3884 → „KFK 454“
- M 3885 → „KFK 448“
- M 3886 → „KFK 455“
- M 3887 → „KFK 456“
- M 3888 → „KFK 442“
- M 3889 → „KFK 444“
- M 3890 → „KFK 428“
- M 3891 → „KFK 429“
- M 3892 → „KFK 430“
- M 3893 → „KFK 439“
- M 3894 → „KFK 431“
- M 3895 → „KFK 440“
- M 3896 → „KFK 424“

##### M 40.. = 40. Minensuchflottille
Einsatzgebiet: 1940–1944 an der Küste Nordfrankreichs (Brest)

- M 4055 → „KFK 425“

##### M 42.. = 42. Minensuchflottille
Einsatzgebiet: 1940–1944 Atlantikküste Frankreichs (Les Sables d’Olonne)
- M 4250 → „KFK 478“
- M 4251 → „KFK?“
- M 4252 → „KFK?“
- M 4253 → „KFK 481“
- M 4254 → „KFK?“
- M 4255 → „KFK?“

##### M 44.. = 44. Minensuchflottille
Einsatzgebiet: 1940–1944 Westküste Frankreichs (Blaye)
- M 4470 → „KFK?“
- M 4471 → „KFK?“
- M 4472 → „KFK?“
- M 4473 → „KFK?“
- M 4474 → „KFK?“
- M 4475 → „KFK?“

##### M 56.. = 56. Minensuchflottille
Einsatzgebiet: 1940–1945 Küstensicherungsdienst im Bereich des Admirals der norwegischen Nordküste (Drontheim)
- M 5609 → „KFK 127“
- M 5610 → „KFK 128“
- M 5631 → „KFK 303“
- M 5632 → „KFK 304“

##### P = Peilboote
„Die Vermessungsfahrzeuge unterstanden dem OKM, Amtsgruppe Nautik, mit der Fachabteilung ‚Marinevermessungsabteilung‘, erst in Gotenhafen, dann in Neustettin und zum Schlus in Wustrow.“ aus W.Lohmann / H.H.Hildebrand’s Die Deutsche Kriegsmarine 1939–1945
- P SÜDFALL → KFK 491

##### Sp =?
- SP 1   → „KFK 184“
- SP 2   → „KFK 341“
- SP 3   → „KFK 175“ BX 443 CASTOR[4]

##### UJ 3.. = 3. U-Bootsjagdflottille (1)
Einsatzgebiet: Schwarzes Meer (Hauptliegehafen Odessa, später: Sulina und Constanța)
- UJ 301 → „KFK 87“
- UJ 302 → „KFK 88“
- UJ 303 → „KFK 89“
- UJ 304 → „KFK 91“
- UJ 305 → „KFK 90“
- UJ 306 → „KFK 14“
- UJ 307 → „KFK 19“
- UJ 308 → „KFK 44“
- UJ 309 → „KFK 193“
- UJ 310 → „KFK 194“
- UJ 312 → „KFK 209“
- UJ 313 → „KFK 21“
- UJ 314 → „KFK 22“
- UJ 317 → „KFK 46“
- UJ 318 → „KFK 195“
- UJ 319 → „KFK 192“ (nur geplant, kein Einsatz nachgewiesen)

##### UJ 3.. = 3. U-Bootsjagdflottille (2)
- Einsatzgebiet: Ostsee
  - Oktober 1944 – Januar 1945 Ostsee (Pillau) im Rahmen der 9. Sicherungs-Division
  - Januar 1945 – März 1945 Ostsee (Gotenhafen)
  - März 1945 – Mai 1945 Geleit- und Flüchtlingsdienst (Hela)[1]

- UJ 301 → „KFK 532“
- UJ 302 → „KFK 546“
- UJ 303 → „KFK 547“
- UJ 304 → „KFK 548“
- UJ 305 → „KFK 541“
- UJ 306 → „KFK 542“
- UJ 307 → „KFK 543“
- UJ 308 → „KFK 549“
- UJ 309 → „KFK 550“
- UJ 310 → „KFK 559“
- UJ 311 → „KFK 141“
- UJ 312 → „KFK 306“
- UJ 313 → „KFK 160“
- UJ 313 → „KFK 317“
- UJ 314 → „KFK 308“
- UJ 315 → „KFK 309“
- UJ 316 → „KFK 310“
- UJ 317 → „KFK 168“
- UJ 318 → „KFK 170“
- UJ 319 → „KFK 674“
- UJ 320 → „KFK 164“
- UJ 321 → „KFK 167“
- UJ 322 → „KFK 169“
- UJ 323 → „KFK 173“
- UJ 324 → „KFK 634“
- UJ 325 → „KFK 635“
- UJ 326 → „KFK 632“
- UJ 327 → „KFK 633“
- UJ 328 → „KFK 638“
- UJ 329 → „KFK 639“
- UJ 330 → „KFK 644“
- UJ 331 → „KFK 652“
- UJ 332 → „KFK 653“
- UJ 333 → „KFK 654“
- UJ 340 → „KFK 523“
- UJ 341 → „KFK 524“
- UJ 345 → „KFK 522“
- UJ 346 → „KFK 269“

##### UJ 14.. = 14. U-Bootsjagdflottille
Einsatzgebiet: Mai 1941 bis 8. Januar 1942 Norwegen (Stavanger), 15. Januar 1942 bis 1945: in Frankreich (Lorient)

- UJ 1440 → „KFK 498“
- UJ 1441 → „KFK 499“
- UJ 1442 → „KFK 500“
- UJ 1443 → „KFK 501“
- UJ 1444 → „KFK 502“
- UJ 1445 → „KFK 503“

##### UJ 17.. = 17. U-Bootsjagdflottille
Einsatzgebiet: 1939–1940 Ostsee (Kiel), 1941–1945 die Küste Norwegens (Stavanger)
- UJ 1760 → „KFK“
- UJ 1761 → „KFK“
- UJ 1762 → „KFK“
- UJ 1763 → „KFK“
- UJ 1764 → „KFK 216“
- UJ 1765 → „KFK“
- UJ 1766 → „KFK“

##### UJ 21.. = 21. U-Bootsjagdflottille
Einsatzgebiet: 1941–1944, Dardanellen bis Kreta, Geleitsicherung nach Tobruk, beteiligt an der Eroberung von Kos und Leros. (Nach Verlust der Boote aufgelöst im Oktober 1944)
- UJ 2151 → „KFK 2“
- UJ 2151 → „KFK 3“
- UJ 2153 → „KFK 6“

##### UJ 23.. = 23. U-Bootsjagdflottille
Einsatz: „Westliches Schwarzes Meer“,
- UJ 2301 → „KFK 81“
- UJ 2302 → „KFK 82“
- UJ 2303 → „KFK 83“
- UJ 2304 → „KFK 84“
- UJ 2305 → „KFK 85“
- UJ 2306 → „KFK 86“
- UJ 2307 → „KFK 92“
- UJ 2309 → „KFK 15“
- UJ 2310 → „KFK 372“
- UJ 2311 → „KFK 20“
- UJ 2312 → „KFK 17“
- UJ 2313 → „KFK 373“
- UJ 2314 → „KFK 202“
- UJ 2316 → „KFK 31“
- UJ 2317 → „KFK 200“
- UJ 2318 → „KFK 47“
- UJ 2318 → „KFK 372“

##### V 2.. =2. Vorpostenflottille
- V 220 → „KFK 59“
- V 221 → „KFK 67“
- V 222 → „KFK 68“
- V 223 → „KFK 69“
- V 224 → „KFK 70“
- V 225 → „KFK 71“
- V 226 → „KFK 73“
- V 227 → „KFK 75“
- V 228 → „KFK 80“
- V 229 → „KFK 240“
- V 230 → „KFK 241“
- V 231 → „KFK 242“
- V 238 → „KFK 343“
- V 239 → „KFK 344“
- V 240 → „KFK 345“
- V 241 → „KFK 346“
- V 242 → „KFK 347“
- V 243 → „KFK 348“

##### V 4.. = 4. Vorpostenflottille
- V 435 → „KFK 477“

##### V 6.. = 6. Vorpostenflottille
- V 630, ..: V 18.., ..: V 1244 → „KFK 537“
- V 631, ..: V 18.., ..: V 1245 → „KFK 538“
- V 632, ..: V 18.., ..: V 1225 → „KFK 405“
- V 633, ..: V 18.., ..: V 1226 → „KFK 406“
- V 634, ..: V 1228 → „KFK 250“
- V 635, ..: V 18.., ..: V 1229 → „KFK 408“
- V 636 → „KFK 434“
- V 637 → „KFK 420“
- V 638 → „KFK 421“
- V 639 → „KFK 435“
- V 640 → „KFK 436“
- V 641 → „KFK 422“
- V 910 → „KFK 185“ (auch als „Vs914“ gelistet) siehe auch Hauptartikel KFK 185
- V 911 → „KFK 186“
- V 912 → „KFK 187“
- V 913 → „KFK 188“
- V 914 → „KFK 232“ (auch als „Vs 918“ gelistet)
- V 915 → „KFK 233“
- V 916 → „KFK 252“
- V 917 → „KFK 253“

##### V 12.. = 12. Vorpostenflottille
- V 1219 → „KFK 236“
- V 1220 → „KFK 237“
- V 1221, ..: V 232 → „KFK 243“
- V 1222 → „KFK 244“
- V 1223 → „KFK 245“
- V 1224 → „KFK 246“
- V 1224 → „KFK 612“
- V 1227 → „KFK 249“
- V 1227 → „KFK 526“
- V 1229 → „KFK 271“
- V 1230 → „KFK 272“
- V 1236 → „KFK 457“
- V 1243 → „KFK 474“
- V 1256 → „KFK 617“
- V 1257 → „KFK 618“
- V 1258 → „KFK 619“
- V 1259 → „KFK 620“
- V 1263 → „KFK 359“
- V 1264 → „KFK 360“
- V 1265 → „KFK 515“
- V 1267 → „KFK 391“
- V 1268 → „KFK 392“
- V 1269 → „KFK 393“ (evtl. KFK 394?)
- V 1270 → „KFK 294“
- V 1270 → „KFK 394“

##### V 15.. = 15. Vorpostenflottille
- V 1530, ..: V 5539 → „KFK 281“
- V 1531, ..: V 5540 → „KFK 282“
- V 1532, ..: V 5541 → „KFK 283“
- V 1533, ..: V 5542 → „KFK 284“
- V 1534, ..: V 5543 → „KFK 285“
- V 1535, ..: V 5544 → „KFK 286“
- V 1536, ..: V 5545 → „KFK 287“
- V 1537 → „KFK 288“
- V 1538 → „KFK 289“
- V 1539 → „KFK 290“
- V 1540 → „KFK 295“
- V 1541 → „KFK 296“

##### V 18.. = 18. Vorpostenflottille
- V 1801 → „KFK 405“
- V 1802 → „KFK 406“
- V 1803, ..: V 1228 → „KFK 407“
- V 1804 → „KFK 408“
- V 1805 → „KFK 409“
- V 1806 → „KFK 473“
- V 1807 → „KFK 474“
- V 1808 → „KFK 475“
- V 1809 → „KFK 476“
- V 1810 → „KFK 498“
- V 1811 → „KFK 500“
- V 1812 → „KFK 501“
- V 1813 → „KFK 502“
- V 1814 → „KFK 503“
- V 1815 → „KFK 537“
- V 1816 → „KFK 538“
- V 18.. → „KFK 495“
- V 18.. → „KFK 499“

##### V 55.. = 55. Vorpostenflottille
Einsatzgebiet: 1940–1945 Flörvag. Örtlicher Sicherungsdienst im Verband des KSV norweg. Westküste, anschl. 6. KSV
- V 5502 → „KFK 1“
- V 5506 → „KFK 332“
- V 5521 → KFK 144
- V 5522 → „KFK 145“
- V 5523 → „KFK 146“
- V 5524 → „KFK 147“
- V 5525 → „KFK 102“
- V 5525 → „KFK 331“
- V 5525 → „KFK 522“
- V 5526 → „KFK 332“
- V 5527 → „KFK 218“
- V 5528 → „KFK 219“
- V 5529 → „KFK 220“
- V 5530 → „KFK 189“
- V 5531 → „KFK 190“
- V 5532 → „KFK 191“
- V 5533 → „KFK 627“
- V 5534 → „KFK 628“
- V 5535 → „KFK 629“
- V 5536 → „KFK 630“
- V 5537 → „KFK 631“
- V 5538 → „KFK 234“

##### V 63.. = 63. Vorpostenflottille
- V 6321, ..: V 6721 → „KFK 223“
- V 6322, ..: V 6722 → „KFK 224“
- V 6323 →    V 6723”    "KFK 350"
- V 6324 →    V 6724”    "KFK 351"
- V 6325 → „KFK ___“
- V 6326 → „KFK 414“
- V 6327 → „KFK 540“
- V 6330, ..: V 67.., ..: V 6530 → „KFK 123“
- V 6331, ..: V 6731 → „KFK 655“
- V 6332, ..: V 6732 → „KFK 672“

##### V 64.. = 64. Vorpostenflottille
- V 6421 → „KFK 130“
- V 6422 → „KFK 116“
- V 6423 → „KFK 98“
- V 6424 → „KFK 111“
- V 6425 → „KFK 132“
- V 6426 → „KFK 361“
- V 6427 → „KFK 118“
- V 6428 → „KFK 122“
- V 6429 → „KFK 635“
- V 6430 → „KFK 666“

##### V 65.. = 65. Vorpostenflottille
- V 6616 → „KFK 123“
- V 6521 → „KFK 211“
- V 6522 → „KFK 212“
- V 6523 → „KFK 225“
- V 6524 → „KFK 226“
- V 6525 → „KFK 385“
- V 6526 → „KFK 386“
- V 6527 → „KFK 465“
- V 6528 → „KFK 382“
- V 6529 → „KFK 384“
- V 6531 → „KFK 120“ (schwedischer Werftbau)
- V 6532 → „KFK 100“ (schwedischer Werftbau)
- V 6533 → „KFK 114“ (schwedischer Werftbau)
- V 6534 → „KFK 126“ (schwedischer Werftbau)
- V 6535 → „KFK 135“ (schwedischer Werftbau)

##### V 66.. = 66. Vorpostenflottille
- V 6611 → „KFK 205“
- V 6612 → „KFK 206“
- V 6613 → „KFK 221“
- V 6614 → „KFK 222“
- V 6615 → „KFK 349“
- V 6616
  - → „KFK 123“
  - → „KFK 633“
- V 6617 → „KFK 634“

##### V 67.. = 67. Vorpostenflottille
- V 6703 → „KFK 208“
- V 6704 → „KFK 209“ zuvor NKil4, am 15. Oktober 1944 gesunken[2]
- V 6705 → „KFK 210“
- V 6706 → „KFK 375“ am 15. Oktober 1944 gesunken[2]
- V 6707 → „KFK 376“
- V 6708 → „KFK 466“
- V 6709 → „KFK 487“
- V 6710 → „KFK 488“
- V 6711 → „KFK 103“ (schwedischer Werftbau)
- V 6712 → „KFK 134“ (schwedischer Werftbau)
- V 6713 → „KFK 105“ (schwedischer Werftbau)
- V 6714 → „KFK 112“ (schwedischer Werftbau)
- V 6715 → „KFK 113“ (schwedischer Werftbau, auch als „NKi 25“ gelistet)
- V 6716 → „KFK 117“ (schwedischer Werftbau)
- V 6717 → „KFK 504“
- V 6718 → „KFK 505“
- V 6719 → „KFK 506“ am 25. August 1944 gesunken[2]
- V 6720 → „KFK 507“
- V 6722 → „KFK 224“
- V 6723 → „KFK 350“
- V 6724 → „KFK 351“
- V 6725 → „KFK 514“
- V 6726 → „KFK 539“
- V 6727 → „KFK ___“

##### V 68.. = 68. Vorpostenflottille
- V 6811 → „KFK 334“
- V 6811 → „KFK 513“
- V 6812 → „KFK 335“
- V 6813 → „KFK 336“
- V 6814 → „KFK 337“
- V 6815 → „KFK 542“
- V 6816 → „KFK ___“
- V 6817 → „KFK 668“

##### Vs = Vorpostensicherungsboote
Kennungen der Vorposten-Sicherungsboote der Kriegsmarine von Vs 51 bis Vs 1617
nicht zu verwechseln mit Versuchsschnellboten von VS1 bis VS14

##### Vs 1.. = 1. Sicherungsflottille
Einsatz: Warnemünde / westliche Ostseeküste
- Vs 130 → „KFK 140“
- Vs 131 → „KFK 142“
- Vs 132 → „KFK 143“
- Vs 133 → „KFK ___“
- Vs 134 → „KFK 323“
- Vs 135 → „KFK 403“
- Vs 136 → „KFK 404“
- Vs 165 → „KFK 323“
- Vs 165 → „KFK 324“
- Vs 166 → „KFK 325“

Zuordnung zur 1. Sicherungsflottille unklar
- Vs 168, ..: Vs 131 (auch als „DWo 79“ gelistet)
- Vs 169, ..: Vs 132 → „KFK 143“

##### Vs 2.. = 2. Sicherungsflottille
Einsatz: Stettin / Pommern-Küste und Insel Rügen
- Vs 219 → „KFK 227“
- Vs 220 → „KFK 228“
- Vs 221 → „KFK 97“ (schwedischer Werftbau)
- Vs 222 → „KFK 104“ (schwedischer Werftbau)
- Vs 223 → „KFK 363“
- Vs 224 → „KFK 469“
- Vs 225 → „KFK 483“
- Vs 226 → „KFK ___“
- Vs 227 → „KFK ___“
- Vs 235 → „KFK 291“
- Vs 236 → „KFK 292“
- Vs 237 → „KFK ___“
- Vs 247 → „KFK 207“
- Vs 248 → „KFK 136“ (schwedischer Werftbau)
- Vs 249 → „KFK 326“
- Vs 250 → „KFK 327“
- Vs 251 → „KFK 395“
- Vs 252 → „KFK ___“
- Vs 253 → „KFK ___“
- Vs 260 → „KFK 293“
- Vs 261 → „KFK 294“
- Vs 262 → „KFK ___“
- Vs 263 → „KFK ___“
- Vs 264 → „KFK ___“?

##### Vs 3.. = 3. Sicherungsflottille
Einsatz: Gotenhafen / Danziger Bucht
- Vs 322 → „KFK 340“
- Vs 323 → „KFK 341“
- Vs 326 → „KFK 299“
- Vs 327 → „KFK 301“
- Vs 328 → „KFK 328“
- Vs 329 → „KFK 329“
- Vs 330 → „KFK 396“
- Vs 333 → „KFK 470“
- Vs 334 → „KFK 549“
- Vs 335 → „KFK 550“
- Vs 342 → „KFK 298“
- Vs 343 → „KFK 300“
- Vs 345 → „KFK 364“
- Vs 346 → „KFK 484“
- Vs 347 → „KFK ___“
- Vs 410 → „KFK 231“
- Vs 421 → „KFK 365“
- Vs 424 → „KFK 131“
- Vs 425 → „KFK 249“
- Vs 425 → „KFK 259“
- Vs 426 → „KFK 260“
- Vs 427 → „KFK 485“
- Vs 521 → „KFK 162“
- Vs 553 → „KFK ___“
- Vs 601 → „KFK 141“
- Vs 602 → „KFK 306“
- Vs 603 → „KFK 310“
- Vs 604 → „KFK 168“
- Vs 605 → „KFK 170“
- Vs 606 → „KFK 167“
- Vs 607 → „KFK 498“
- Vs 608 → „KFK 499“
- Vs 609 → „KFK 500“
- Vs 609 → „KFK 495“
- Vs 610 → „KFK 501“
- Vs 611 → „KFK 502“
- Vs 612 → „KFK 503“
- Vs 613 → „KFK 510“ am 17. August 1944 gesunken,[2]
- Vs 614 → „KFK 511“
- Vs 615 → „KFK 512“ am 30. August 1944 gesunken[2]
- Vs 629 → „KFK 124“ (schwedischer Werftbau), auch als NS 35 gelistet
- Vs 630 → „KFK 487“
- Vs 631 → „KFK 488“
- Vs 632 → „KFK 507“
- Vs 633 → „KFK ___“
- Vs 634 → „KFK ___“
- Vs 667 → „KFK ___“
- Vs 676 → „KFK ___“

##### Vs 8.. = 8. Sicherungsflottille
- Vs 803 → „KFK 229“
- Vs 804 → „KFK 230“
- Vs 805 → „KFK 94“ (schwedischer Werftbau) wurde 2005 als HECHT VI in Arnis gesichtet.
- Vs 806 → „KFK 121“ (schwedischer Werftbau)
- Vs 824 → „KFK 746“
- Vs 825 → „KFK 749“
- Vs 826 → „KFK 751“
- Vs 827 → „KFK 397“
- Vs 828 → „KFK 471“
- Vs 829 → „KFK ___“

##### Vs 9.. = 9. Sicherungsflottille
- Vs 910 → „KFK ___“
- Vs 911 → „KFK ___“
- Vs 912 → „KFK 532“ später in der als UJ 310 in der 3. U-Bootsjagdflottille (2) / (Ostsee (Swinemünde))
- Vs 913 → „KFK 546“
- Vs 914 → „KFK 185“ (auch als „V 910“ gelistet) siehe: KFK 185
- Vs 915 → „KFK 186“
- Vs 916 → „KFK 187“
- Vs 917 → „KFK 188“
- Vs 918 → „KFK 232“ (auch als „V 914“ gelistet)
- Vs 919 → „KFK 233“
- Vs 920 → „KFK 252“
- Vs 921 → „KFK 253“
- Vs 922 → „KFK 366“
- Vs 923 → „KFK 398“
- Vs 924 → „KFK 472“
- Vs 925 → „KFK 486“
- Vs 926 → „KFK ___“

##### Vs 12.. = 12. Sicherungsflottille
- Vs 1223 → „KFK ___“
- Vs 1224 → „KFK ___“
- Vs 1225 → „KFK ___“
- Vs 1226 → „KFK ___“
- Vs 1227 → „KFK ___“
- Vs 1228 → „KFK ___“
- Vs 1229 → „KFK ___“
- Vs 1230 → „KFK ___“

##### Vs 14.. = 14. Sicherungsflottille
- Vs 1401 → „KFK 314“
- Vs 1402 → „KFK 315“
- Vs 1403 → „KFK 316“
- Vs 1404 → „KFK 317“
- Vs 1405 → „KFK 318“
- Vs 1406 → „KFK 319“
- Vs 1407 → „KFK 320“
- Vs 1408 → „KFK 321“
- Vs 1409 → „KFK 322“
- Vs 1410 → „KFK 308“
- Vs 1411 → „KFK 309“
- Vs 1521 → „KFK 246“
- Vs 1522 → „KFK 247“
- Vs 1523 → „KFK 248“

##### Vs 15.. = 15. Sicherungsflottille
- Vs 1524 → „KFK 250“
- Vs 1525 → „KFK 271“
- Vs 1526 → „KFK 272“
- Vs 1527 → „KFK 399“
- Vs 1528 → „KFK 400“
- Vs 1529 → „KFK ___“
- Vs 1530 → „KFK ___“
- Vs 1531 → „KFK 401“
- Vs 1532 → „KFK 402“
- Vs 1533 → „KFK 284“ am 14. Mai 1944 gesunken[2]
- Vs 1534 → „KFK 516“
- Vs 1537 → „KFK 288“ am 14. Juni 1944 gesunken[2]
- Vs 1539 → „KFK 290“ am 14. Mai 1944 gesunken[2]
- Vs 1540 → „KFK 295“ am 14. Juni 1944 gesunken[2]
- Vs 1541 → „KFK 296“ am 14. Juni 1944 gesunken[2]

##### Vs 16.. = 16. Sicherungsflottille
- Vs 1607 → „KFK 743“
- Vs 1608 → „KFK 740“
- Vs 1609 → „KFK 741“
- Vs 1610 → „KFK 742“
- Vs 1611 → „KFK 744“
- Vs 1612 → „KFK 745“
- Vs 1613 → „KFK 748“
- Vs 1614 → „KFK 750“
- Vs 1615 → „KFK 747“
- Vs 1616 → „KFK 752“

### Verbleib und Verwendung der KFK nach 1945
Die größte Anzahl dieser Kutter verblieb nach 1945 in deutscher Nutzung, wobei dringende Aufgaben der Minenräumung unter der Leitung alliierter Verwaltung durchgeführt wurden. Ein weiterer Teil dieser Kutter wurde für die Fischerei und somit zur Nahrungsversorgung des Nachkriegsdeutschland eingesetzt. Die Nutzung dieser Kutter als Hochseeangelschiffe oder als „Traditionsschiffe“ ist das vorläufig letzte Kapitel dieser Schiffe, bei denen man bereits zu Bauzeiten – vor rund 60 Jahren – von einer kurzen Lebensdauer ausging. Diese Liste vermittelt neben den Einzelinformationen der KFK einen historischen und internationalen Überblick zum Einsatz der Kriegsfischkutter.
Über den Verbleib der KFK existieren mehrere Quellen mit unterschiedlichen Zahlenangaben; dies liegt darin begründet, dass die Verteilung der KFK von den Siegermächten in zeitlichem Abstand mehrfach neu geregelt wurde und zusätzlich später durch Rückübereignungen an die BRD weitere Zahlenverschiebungen entstanden. Der erste KFK-Verteilungsplan (A. Komarov, op.cit.Seite 82) vom 6. Dezember 1945 : USSR 146 – UK 147 – USA 148 (Einheiten), 1. Planrevision: USSR 147 – UK 137 – USA 101 (Einheiten), 2. Planrevision: USSR 147 – UK 136 – USA 101 (Einheiten)(siehe auch Monakov Seite 180). Diese Kontingente wurden später von den Siegermächten weiter aufgeteilt. Erste Verwendung nach dem Krieg war der Deutsche Minenräumdienst, der etliche KFK für andere Zwecke abgegeben hat. Teilweise wurden nach dem Krieg gesunkene KFK gehoben und in Fahrt gebracht, teilweise wurde abgewrackt, teilweise ist der Verbleib unklar. Daher sind die nachfolgenden Zahlen nicht komplett verifizierbar.
- etwa 300 wurden anfangs für den Deutschen Minenräumdienst eingesetzt
- etwa 293 wurden in Deutschland zur Fischerei weitergenutzt (etwa 60 Häfen)
- 182 der nach dem Krieg verbliebenen KFK verblieben (als Reparationsleistung) wie folgt:
- Sowjetunion 140 (aufgeteilt auf verschiedene Länder)
- Frankreich 26
- Norwegen 9
- Niederlande 5
- Schweden 1
- Griechenland 1

Nach der Nutzung durch die Bundesmarine wurden überlassen:
- Verbleib in der Nachfolgezeit
  - Griechenland 3
  - Tansania 4
  - ehemaliger Ostblock derzeit unklar
  - 2001 sollen noch rund 24 KFK mit deutscher Registrierung existiert haben

Bemerkenswert bei den Kennungen sind zahlreiche dokumentierte Zuordnungen und die sich daraus ergebenden Übergänge:
- Neuaufstellung der 3. U-Bootsjagdflottille (2) (Ostsee (Swinemünde)), deren Kutter zur Evakuierung (siehe Flucht über die Ostsee: Unternehmen Hannibal) dienten. Am 4./5. April 1945 wurden beim Unternehmen „Walpurgisnacht“ 25 KFK zur Evakuierung der Oxhöfter Kämpe (Oksywska Kępa) nach Hela eingesetzt.[1]
- Kennung der KFK nach dem Originaldokument Die Deutsche Marine in Norwegen (stand 1. Mai 1945)[7]
- Kennungen von einhundertneun KFK die unter dem Titel „German naval vessels in Norway at the time of the capitulation May 9, 1945“  archiviert sind (Dokumentnummer: AIR 15/476  einsehbar in National Archives, Kew, London.)[8]
- Kennungen beginnend mit K ..., die für kurze Zeit innerhalb des Deutschen Minenräumdienstes (englisch GMSA) verwendet wurden, wurden danach entsprechend der weiteren Verwendung der Schiffe durch weitere Kennungen oder Schiffsnamen ersetzt.
- Kennungen, die bei der Übernahme von 382 Schiffen bei der Übereignung aus OMGUS-Verwaltung an die Bundesrepublik Deutschland protokolliert worden sind[4]
- Kennungen, die im Dokument FO 936/1406 (von 1952) über den Verkauf diverser Kriegsfischkutter durch britische Verwaltung enthalten sind.[9]
- Kennungen der Fischerei

### K = Kennungen des Deutschen Minenräumdienstes ab 1945
- Es wurden einfach die KFK-Nummern verwendet, jedoch der Vorsatz "KFK" auf "K" verkürzt.
- Nachfolgende Listen enthalten ausschließlich die KFK. Sie bilden nicht die kompletten Bestände der Verbände ab, zu denen auch zahlreiche andere Schiffe anderen Typs gehörten!

#### Divisionen unter britischer Aufsicht aber eigenständiger Leitung
Der Deutsche Minenräumdienst wurde 1945 auf alliierte Weisung aus verbliebenen Teilen der Kriegsmarine gebildet und hatte die Aufgabe, die Seeminen in den deutschen Küstengewässern zu beseitigen. Hierfür wurden sechs Minenräumdivisionen aus ehemaligen Teilen der Kriegsmarine gebildet.

##### 1. Minenräumdivision (Kiel)
Folgende Einheiten wurden aus ehemaligen Kriegsfischkutter gebildet:
- 31. Minensuchflottille
  - Gruppe A: K 274, K 314, K 551, K 552, K 613, K 614, K 615, K 616
  - Gruppe B: K 142, K 326, K 396, K 404, K 621, K 622, K 626, K 627
  - Gruppe C: K 50, K 51, K 60, K 63, K 64, K 238, K 277, K 481
  - Gruppe D: K 227, K 293, K 469, K 483, K 294, K 525, K 534, K 554

- KFK Bewachungsverband: (Den Gliederungen des Verbandes war starken Änderungen unterworfen)
  - 1. Gruppe: K 172, K 228, K 455, Vs 667, Vs 668, Vs 676, Vs 521
  - 2. Gruppe: K 139, K 141, K 148, K 161, K 168, K 171, K 176, K 311, K 411, K 546
  - 3. Gruppe: K 318, K 319, K 321, K 322, K 329, K 479
  - 4. Gruppe: K 154, K 179, K 278, K 409, K 473, K 475, K 476, K 530
  - 5. Gruppe: K 149, K 158, K 159, K 170, K 354, K 358, K 402, K 478,K 480, K 501, K 707, UJ 614
  - 6. Gruppe: K 151, K 156, K 157, K 312, K 291, K 328, K 356, K 363, K 523, K 524, Vs 237
  - 7. Gruppe: K 160, K 269, K 431, K 479, K 501, K 542, K 550, K 559, UJ 633

- KFK-Sondergruppe: K 138, K 153, K 180, K 315, K 499, K 500, K 502, K 503, K 512, UJ 634
  - Bootsgruppe der 1. Minenräumdivision: K 369, K 370

##### 2. Minenräumdivision (Cuxhaven)
Folgende Einheiten wurden aus ehemaligen Kriegsfischkutter gebildet:
- 14. Minensuchflottille (Wilhelmshaven)
  - 1. Gruppe: K 450, K 462, K 500, K 537, K 619, K 623, K 624
  - 2. Gruppe: K 342, K 393, K 410, K 463, K 464, K 517, K 561
  - 3. Gruppe: K 95, K 244, K 379, K 381, K 518, K 519, K 620, Gudrun
  - 4. Gruppe: K 129, K 406, K 448, K 560, K 617
  - 5. Gruppe: K 110, K 392, K 450, K 474, Gudrun, Hans Sachs, Siegfried
  - 6. Gruppe: K 80, K 126, K 250, K 240, K 618
  - 7. Gruppe: K 123, K 338, K 343, K 344, K 345, K 347, K 467

- 18. Minensuchflottille (Bremerhaven)
  - 2. Gruppe: K 251, K 254, K 256, K 257, K 258, K 415, K 416, K 417, K 527, K 243, K 245, K 408

##### 3. Minenräumdivision (Kopenhagen)
Folgende Einheiten wurden aus ehemaligen Kriegsfischkutter gebildet:
- 30. Minensuchflottille
  - 1. Gruppe: K 365, K 131, K 249, K 485, K 397
  - 2. Gruppe: K 185; K 187, K 188, K 232, K 233
  - 3. Gruppe: K 252, K 253, K 366, K 472, K 486
  - 4. Gruppe: K 246, K 247, K 248, K 250, K 395
- Netzräumgruppe: K 389

##### 4. Minenräumdivision (Kristiansand)
Folgende Einheiten wurden aus ehemaligen Kriegsfischkutter gebildet:
| Kennung                            | Verweis                         |
| 5. Räumflottille                   | 5. Räumflottille                |
| ---------------------------------- | ------------------------------- |
| K 122                              | → KFK 122                       |
| K 221                              | → KFK 221                       |
| K 222                              | → KFK 222                       |
| 55. Vp-Flottille 1. Gruppe         |                                 |
| K 119                              | → KFK 119                       |
| K 144                              | → KFK 144                       |
| K 145                              | → KFK 145                       |
| K 146                              | → KFK 146                       |
| K 147                              | → KFK 147                       |
| K 189                              | → KFK 189                       |
| K 219                              | → KFK 219                       |
| K 235                              | → KFK 235                       |
| NB 67 (K 513)                      | → KFK 513                       |
| 55. Vp-Flottille 2. Gruppe         |                                 |
| K 281                              | → KFK 281                       |
| K 282                              | → KFK 282                       |
| K 283                              | → KFK 283                       |
| K 284                              | → KFK 284                       |
| K 285                              | → KFK 285                       |
| K 286                              | → KFK 286                       |
| K 287                              | → KFK 287                       |
| NB 73 (K 511)                      | → KFK 513                       |
| NB 75 (K 544)                      | → KFK 544                       |
| 65. Vp-Flottille                   |                                 |
| K 211                              | → KFK 211                       |
| K 225                              | → KFK 225                       |
| K 226                              | → KFK 226                       |
| K 382                              | → KFK 382                       |
| 67. Vp-Flottille                   |                                 |
| K 103                              |                                 |
| K 113                              | → KFK 113                       |
| K 134                              | → KFK 134                       |
| K 208                              | → KFK 208                       |
| K 210                              | → KFK 210                       |
| K 223                              | → KFK 223                       |
| K 224                              | → KFK 224                       |
| K 350                              | → KFK 350                       |
| K 351                              | → KFK 351                       |
| K 376                              | → KFK 376                       |
| K 466                              | → KFK 466                       |
| K 504                              | → KFK 504                       |
| K 505                              | → KFK 505                       |
| K 514                              | → KFK 514                       |
| K 539                              | → KFK 539                       |
| V 6727 (K 540)                     | → KFK 540                       |
| KFK-Gruppe Oslo                    |                                 |
| NO 40 (K 105)                      | → KFK 105? (siehe auch Tromsö!) |
| NO 44 (K 305)                      | → KFK 305                       |
| NO 47 (K 338)                      | → KFK 338                       |
| K 114                              | → KFK 114                       |
| K 117                              | → KFK 117                       |
| K 120                              | → KFK 120                       |
| KMA-Räumflottille Stavanger        |                                 |
| K 124                              | → KFK 124                       |
| K 127                              | → KFK 127                       |
| K 192                              | → KFK 192                       |
| K 215                              | → KFK 215                       |
| K 334                              | → KFK 334                       |
| K 338                              | → KFK 338                       |
| K 339                              | → KFK 339                       |
| K 352                              | → KFK 339                       |
| KMA-Räumflottille Kristiansand-Süd |                                 |
| K 126                              | → KFK 126                       |
| K 214                              | → KFK 214                       |
| K 217                              | → KFK 217                       |
| Transportflottille Tromsö          |                                 |
| K 105                              | → KFK 105? (siehe auch Oslo!)   |
| K 111                              | → KFK 111                       |
| K 112                              | → KFK 112                       |
| K 118                              | → KFK 118                       |
| K 132                              | → KFK 132                       |
| K 163                              | → KFK 163                       |
| K 205                              | → KFK 205                       |
| K 212                              | → KFK 212                       |
| K 349                              | → KFK 217                       |
| K 361                              | → KFK 361                       |
| K 384                              | → KFK 384                       |
| K 385                              | → KFK 385                       |
| K 465                              | → KFK 465                       |
| K 505                              | → KFK 505                       |
| V 6730                             | → KFK                           |
| Transportverband Kristiansand-Süd  |                                 |
| NK 17 (K 377)                      | → KFK 377                       |
| Transportverband Stavanger         |                                 |
| K 133                              | → KFK 133                       |
| K 508                              | → KFK 508                       |

##### 6. Minenräumdivision (Bremerhaven)
Folgende Einheiten wurden aus ehemaligen Kriegsfischkutter gebildet:
- 18. Minensuchflottille
  - 2. Gruppe K 251, K 254, K 256, K 257, K 258, K 415, K 416, K 417, K 527, K 243, K 245, K 408

#### Französische Minenräumdienstleitung
Dieser Minenräumdienst war nicht dem Deutschen Minenräumdienst unterstellt. Der Dienst wurde hauptsächlich mit Minensuchboote der ehemaligen Minensuchflottillen bestritten, welche bis zum Rückzug der Wehrmacht im September 1944 in Frankreich stationiert waren, wie z. B. die Minensuchflottillen der 3. und 4. Sicherungs-Division mit zusätzlich der 6. Vorpostenflottille. Die deutschen Besatzungen der Boote räumten unter französischer Leitung. 13 KFK wurden als Reserve abgestellt.

#### Deutscher Minenräumdienst Ostsee unter sowjetischer Leitung
Etwa 100 Minensuch- u. Räumboote, die auf der Potsdamer Konferenz der Sowjetunion zugesprochen worden waren, wurden abgegeben. Diese Schiffe wurden durch die Hauptverwaltung Seepolizei und deren Vorgängerorganisationen unter anderem zur Minenräumung und als Räumgeleit genutzt.

### KFK in der Bundesmarine
Insbesondere durch die Auflösung der Kriegsmarine und des Deutschen Minenräumdienstes wurden etliche KFK zur Verwendung in der Bundesmarine übernommen. Teilweise sind hier „BGS-See Vorläuferorganisationen“ als Vorbesitzer feststellbar.
Innerhalb der deutschen Bundesmarine wurden die KFK in der Klasse 386 und Klasse 740 als W… H… KW… und Y… geführt.

#### Kennungen als Hafenschutz- bzw. Küstenwachboote der Klasse 368 („Kriegsfischkutter“)
Ab 1. Juli 1956 wurden „H“-Kennungen geführt. „H“ stand für „Hafenschutzboot“ bzw. „Hafenschutzgeschwader“.
1960 wurde die „H“- durch „KW“-Kennungen mit gleicher Nummerierung ersetzt.
„KW“ stand für „Küstenwachboot“ bzw. „Küstenwachgeschwader“.
Den KW-Kennungen entsprachen identische W-Kennungen der NATO.
- 368/01: KW01 bzw. W1 (??/1956 bis ??/19??) ex H1 → KFK 309
- 368/02: KW02 bzw. W2 (??/1956 bis ??/19??) ex H2 → KFK 613
- 368/03: KW03 bzw. W3 (07/1956 bis 08/1963) ex H3 → KFK 561, und auch KFK 561
- 368/04: KW04 bzw. W4 (??/1956 bis ??/19??) ex H4 → Porträts von KFK-Kriegsbauten ohne KFK-Zuordnung
- 368/05: KW05 bzw. W5 (??/1956 bis ??/19??) ex H5 → Porträts von KFK-Kriegsbauten ohne KFK-Zuordnung
- 368/06: KW06 bzw. W6 (??/1956 bis ??/19??) ex H6 → Porträts von KFK-Kriegsbauten ohne KFK-Zuordnung
- 368/07: KW07 bzw. W7 (??/1956 bis ??/19??) ex H7 → Porträts von KFK-Kriegsbauten ohne KFK-Zuordnung
- 368/08: KW08 bzw. W8 (??/1956 bis ??/19??) ex H7 → Porträts von KFK-Kriegsbauten ohne KFK-Zuordnung
- 368/09: KW09 bzw. W9 (??/1956 bis ??/19??) ex H7 → Porträts von KFK-Kriegsbauten ohne KFK-Zuordnung
- 368/10: KW10 bzw. W10 (??/1956 bis ??/19??) ex H10 → Porträts von KFK-Kriegsbauten ohne KFK-Zuordnung

- 368/11: NORDWIND (W43) (von 07/1956 bis 08/1969), später NORDWIND (Y834) (08/1969 mit Unterbrechungen bis 12/2006), → Serie Nord der Burmester-Werft → Baunummer 2893, und auch → Nordwind

#### Klasse 740 (Messboote, ...,...)
- 740/24: Funkbeschickungsboot Y 829 (von 12/1965 bis 5/1990) → KFK 561, und auch → KFK 561

### Kennungen anderer Marinen
Insbesondere durch die Auflösung der Kriegsmarine und des Deutschen Minenräumdienstes wurden Kriegsfischkutter an Eigner im europäischen Raum und darüber hinaus vermittelt.

#### Sowjetmarine
Durch die Literatur sind in der Sowjetmarine 29 KFK nach Kennungen bekannt; davon wurden nachfolgende 29 KFK in Varna und Constanța übernommen oder wiederhergestellt(Monakov, Seite 167).
- - T 651 → „KFK ___“
  - T 652 → „KFK ___“
  - T 653 → „KFK ___“
  - T 654 → „KFK ___“
  - T 655 → „KFK ___“
  - T 666 → „KFK ___“
  - T 667 → „KFK ___“
  - T 668 → „KFK ___“
  - T 669 → „KFK ___“
  - T 671 → „KFK ___“
  - T 672 → „KFK ___“
  - T 673 → „KFK ___“
  - T 674 → „KFK ___“
  - T 675 → „KFK ___“
  - T 676 → „KFK ___“
  - T 667 → „KFK ___“
  - T 678 → „KFK ___“
  - T 679 → „KFK ___“
  - T 680 → „KFK ___“
  - T 685 → „KFK ___“
  - T 686 → „KFK ___“
  - T 687 → „KFK ___“
  - T 688 → „KFK ___“
  - T 689 → „KFK ___“
  - T 690 → „KFK ___“
  - T 691 → „KFK ___“
  - T 692 → „KFK ___“
  - T 693 → „KFK ___“
  - T 694 → „KFK ___“

Da die UdSSR nach Kriegsende erheblich mehr KFK übernommen hat, müssen die restlichen KFK anderweitig verwendet worden sein.
Unklar bleiben auch Übergänge mit rumänischen Flottenzugehörigkeiten Beispiele:
- KFK 198→UJ 311→MO 851→T-668
- KFK 199→UJ 319→MO 852→T-666

#### Marine von Griechenland
- - KFK ___ Anemos[13]
  - KFK 613 als erst P 288 dann A 477 genannt HNS Arhikelefstis Stassis 1975 ex. W 2[13][14]
  - KFK 195 HNS Arhikelefstis Maliopoulis ex. W 8[13][15]

#### Marine von Tansania
Die tansanische Marine erhielt 4 KFK von der Bundesmarine – alle gesunken.